# 短頭跳岩䲁
短頭跳岩鳚，为輻鰭魚綱鳚形目鳚科的其中一種。

## 分布
本魚分布于印度太平洋區，包括紅海、東非、模里西斯、留尼旺、阿曼、葉門、斯里蘭卡、印度、馬爾地夫、馬來西亞、臺灣、日本、中國、越南、菲律賓、印尼、澳洲、關島、密克羅尼西亞、馬里亞納群島、斐濟、帛琉等海域。

## 深度
水深0至10公尺。

## 特徵
本魚體延長，無鱗，吻略突出，下頷具利牙，背鰭長，腹鰭喉位，項部無皮瓣，體黃褐色，成魚體有兩條或多條深色縱帶。背鰭硬棘10至11枚；背鰭軟條17至20枚；臀鰭硬棘2枚；臀鰭軟條19至20枚，體長可達11公分。

## 生態
本魚為底棲魚類，屬雜食性，以藻類及小型無脊椎動物為食。

## 經濟利用
可做為觀賞魚。